# Rameshbabu Praggnanandhaa
Rameshbabu Praggnanandhaa, född den 10 augusti 2005, är en indisk schackbegåvning och den fjärde yngste schackspelaren genom tiderna (2018) att nå titeln stormästare i schack efter bland andra den ryske schackspelaren Sergej Karjakin. Praggnanandhaa är född i Chennai, i den indiska delstaten Tamil Nadu, dvs. i samma område som stormästaren och den tidigare indiske världsmästaren Viswanathan Anand.

## Familj
Praggnanandhaa bor i Padi en förort till Chennai. Hans far Rameshbabu är banktjänsteman och hans mor Nagalakshmi arbetar som hushållerska. Föräldrarna är anhängare till Sri Bhagwan som leder Oneness Movement, också kallad Golden Age Foundation, med cirka 14 miljoner anhängare.  Praggnanandhaa har en storasyster, Vaishali, som också skördat internationella framgångar i schack. Familjen har kostat på schacktränare åt båda barnen, vilket de i intervju sagt sig ha svårt att ha råd med

## Schackkarriär
Praggnanandhaa var bara tre och ett halvt år när han började intressera sig för schack. Då hade hans äldre syster Vaishali redan schacktränare och var på väg mot den internationella mästartiteln. Familjen hade svårt att låta båda barnen gå i schackskola, men fadern konstaterade att Praggnanandhaas passion för schack växte och att de ändå fick försöka ha råd. Sex år gammal kom Praggnanandhaa tvåa i ett nationellt mästerskap för barn under åtta år. Han fick då komma i träning under stormästaren R.B. Ramesh, som fortfarande var hans tränare när han nådde stormästartiteln.
Praggnanandhaa vann 2013 World Youth Chess Championship, dvs. världsmästerskapet i schack för barn och ungdomar, i den yngsta gruppen, för barn under 8 år. 2015 upprepade han bedriften i gruppen under 10 år. Hans äldre syster, Rameshbabu Vaishali, har också erövrat världsmästartiteln för barn vid två tillfällen, för barn under 12 år och barn under 14 år.
2016 erövrade Praggnanandhaa titeln som internationell mästare (IM) och blev då den yngste IM genom tiderna, vid åldern 10 år, 10 månader och 19 dagar.
Sin första stormästarnorm erövrade Praggnanandhaa  vid FIDE:s “World Junior Chess Championship”, dvs. Världsmästerskapet för juniorer (under 20 år) i november 2017. Där slutade han på en fjärdeplats med 8,0 poäng av 11 möjliga, efter fem vinster, 6 remier och ingen förlust.
Den andra stormästarnormen nådde Praggnanandhaa  vid Heraklion Fischer Memorial GM Norm tournament i Grekland den 17 april 2018. Där nådde han 7 poäng, med fem vinster, fyra remier och ingen förlust och vann därmed sin grupp.
Den 23 juni 2018 nådde Praggnanandhaa  sin tredje och slutgiltiga stormästarnorm vid Gredine Open i Urtijëi i Sydtyrolen i norra Italien. Där besegrade han GM Luca Moroni i den åttonde och näst sista ronden och blev, vid åldern 12 år, 10 månader och 13 dagar den näst yngste stormästaren genom tiderna. Endast Sergej Karjakin har varit yngre och erhöll titeln vid åldern 12 år och 7 månader. I turneringen slutade Praggnanandhaa på delad förstaplats tillsammans med den kroatiske stormästaren Ivan Šarić.